# فرودگاه کینتوکی (کاپیتال سیتی)
فرودگاه کینتوکی (کاپیتال سیتی) (به انگلیسی: Capital City Airport (Kentucky)) یک فرودگاه همگانی بهره‌برداری هوایی با کد یاتا FFT است که یک باند فرود آسفالت دارد و طول باند آن ۱۷۹۸ متر است. این فرودگاه در شهر فرانکفورت، کنتاکی کشور ایالات متحده آمریکا قرار دارد و در ارتفاع ۲۴۶ متری از سطح دریا واقع شده‌است.